# Forkølelse
Forkølelse er en virusinfektion, som primært rammer slimhinderne i næsen, svælget og delvis de nedre luftveje. De første symptomer ved infektionen er typisk løbende næse og ondt i halsen. Almindeligvis varer forkølelsen 7 til 10 dage; nogle symptomer kan dog vare op til 3 uger. Der findes hundredvis af forskellige vira, der kan give forkølelse, oftest rhinovira, som der findes over 100 serotyper af, og som står for 25-80 % af alle tilfælde; det kan også være forårsaget af coronavira (som står for 10-20 % af alle tilfælde), influenzavira (10-15 %) og adenovira (5 %). Det smitter oftest gennem hånd-til-hånd-kontakt.
Der findes ingen vaccine mod forkølelse.